# Emilio Barbaroux
Emilio Barbaroux (Trinidad, Flores, 1876 - Montevideo, 26 de enero de 1931) fue un abogado y político uruguayo, ministro de Relaciones Exteriores entre 1913 y 1914, ministro de Justicia e Instrucción Pública en 1916 y 27° rector de la Universidad de la República entre 1916 y 1922.

## Biografía
Cursó sus primeros estudios en Colonia Valdense (departamento de Colonia) y se graduó como abogado en la Universidad de la República. Fue profesor de Física en enseñanza secundaria y consejero del mismo sector educativo.
Fue diputado del partido Colorado por el departamento de Río Negro, entre el 2 de marzo de 1905 y el 17 de diciembre de 1907.
Entre el 17 de junio de 1913 y el 13 de febrero de 1914, durante la segunda presidencia de José Batlle y Ordóñez, fue ministro de Relaciones Exteriores. En 1916, ocupó el cargo de ministro de Justicia e Instrucción Pública, con Feliciano Viera como presidente.
Ocupó el cargo de rector de la Universidad de la República, entre 1916 y 1922. Durante su gestión enfrentó una huelga estudiantil y otras situaciones conflictivas, en particular hacia el final de su período.